# Lee Tae-yong
Lee Tae-yong (Hangul: 이태용, Hanja: 李泰龍, Hán-Việt: Lý Thái Long, sinh ngày 1 tháng 7 năm 1995), thường được biết đến với nghệ danh Taeyong, là một nam ca sĩ, nhạc sĩ và rapper người Hàn Quốc. Anh là trưởng nhóm nhạc nam Hàn Quốc NCT, nhóm nhỏ NCT 127 và là thành viên nhóm nhỏ NCT U, nhóm nhạc đặc biệt SuperM do SM Entertainment thành lập và quản lý.
Anh đã tham gia sáng tác 30 ca khúc khác nhau bằng bốn ngôn ngữ, được phát hành bởi các nhóm nhỏ khác nhau của NCT. Anh ra mắt đĩa đơn solo đầu tiên, "Long Flight", vào năm 2019.

## Tiểu sử
Taeyong sinh ngày 1 tháng 7 năm 1995 tại quận Gwanak, thủ đô Seoul, là em út trong gia đình. Anh tốt nghiệp Trường Nghệ thuật và Biểu diễn Seoul vào tháng 2 năm 2013.

## Sự nghiệp

### 2012–2016: Trước khi ra mắt
Năm 2012, khi mới 18 tuổi, Taeyong được phát hiện bởi một nhân viên của SM trên đường, và chính thức trở thành thực tập sinh của công ty sau khi vượt qua vòng tuyển chọn với bài quốc ca. Cùng năm đó, anh tham gia chụp ảnh áp phích cho phim To the Beautiful You của đài SBS.
Ngày 2 tháng 12 năm 2013, Taeyong được giới thiệu là một thành viên của SM Rookies.
Cùng các thành viên sau này của NCT, Taeyong đã xuất hiện trong chương trình EXO 90:2014.
Tháng 10 năm 2014, Taeyong xuất hiện trong MV "Be Natural" của Red Velvet.

### 2016–2018: Ra mắt với NCT, nhóm nhỏ NCT U và NCT 127
Ngày 6 tháng 4 năm 2016, Taeyong được công bố là một thành viên của NCT, ra mắt với tư cách là thành viên của nhóm nhỏ đầu tiên, NCT U, cùng với Taeil, Doyoung, Ten, Jaehyun và Mark. Nhóm phát hành đĩa đơn đầu tiên của họ "The 7th Sense"  vào ngày 8 tháng 4. Anh cùng với Mark tham gia sáng tác ca khúc này, và đây là tác phẩm đầu tiên của các thành viên nhóm. Nhóm ra mắt tại Trung Quốc trên Top Chinese Music Award vào ngày 9 tháng 4, và trình diễn lần đầu trên Music Bank vào ngày 15 tháng 4.
Ngày 1 tháng 7, anh được công bố là thành viên và trưởng nhóm của nhóm nhỏ thứ hai của NCT là NCT 127, chủ yếu quảng bá và hoạt động tại Seoul, cùng với Taeil, Yuta, Jaehyun, Winwin, Mark và Haechan. Nhóm ra mắt MV "Fire Truck" vào ngày 6 tháng 7. NCT 127 trình diễn lần đầu trên M Countdown vào ngày 7 tháng 7. Mini album đầu tiên của NCT 127 - "NCT #127" được phát hành online vào ngày 10 tháng 7 năm 2016 và tại các cửa hàng vào ngày 11 tháng 7 năm 2016, trong đó Taeyong tham gia sáng tác ba trong số các ca khúc trong album.
Ngày 27 tháng 12 năm 2016, NCT 127 thông báo họ sẽ trở lại với việc bổ sung hai thành viên Johnny và Doyoung. NCT 127 phát hành mini album thứ hai của nhóm "Limitless", phát hành online vào ngày 6 tháng 1 năm 2017 và trên thị trường vào ngày 9 tháng 1.

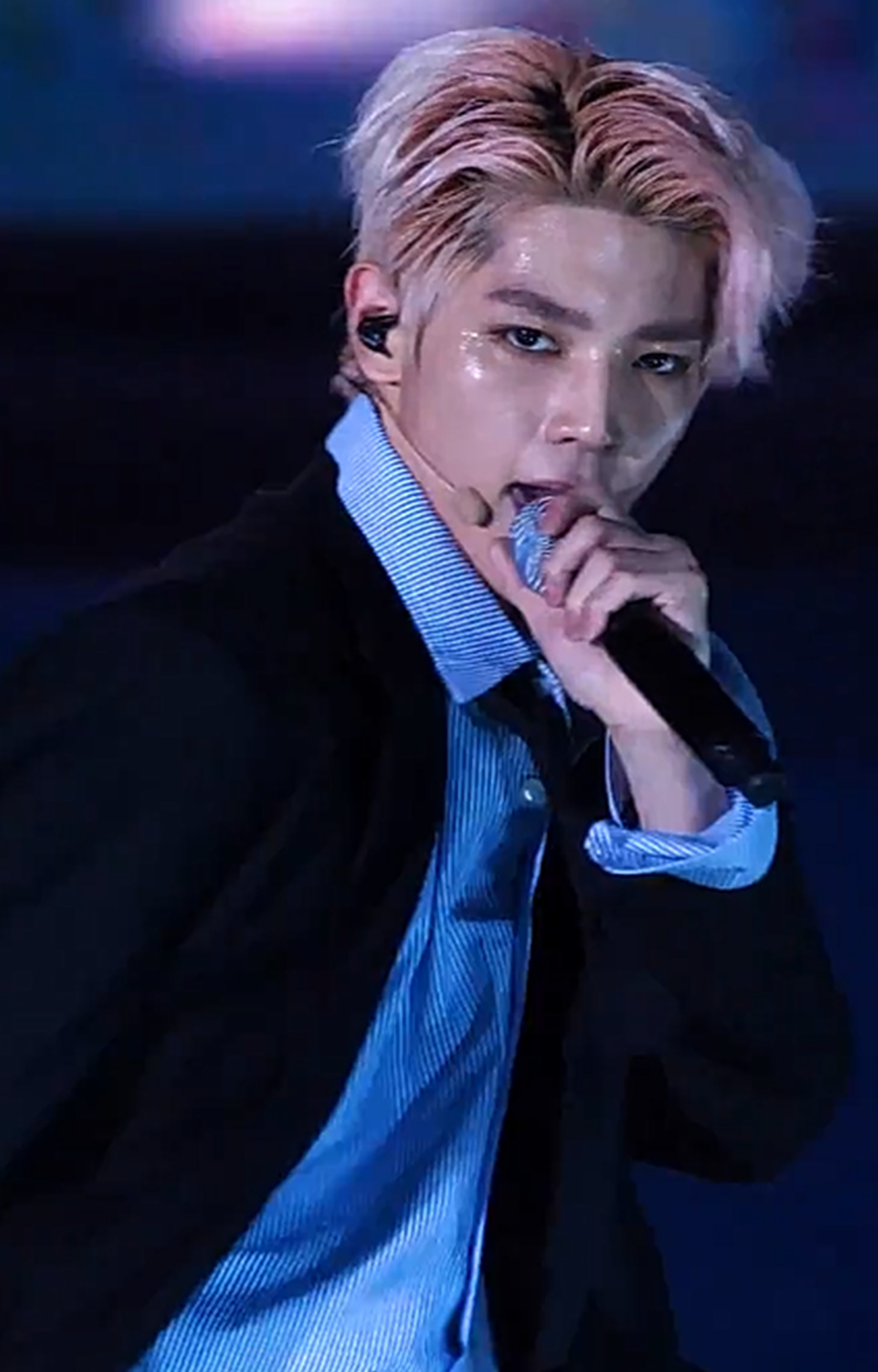
Taeyong vào năm 2017

Ngày 12 tháng 5 năm 2017, Taeyong đã kết hợp với hai nghệ sĩ trực thuộc công ty. Anh kết hợp với Hitchhiker trong "Around", nằm trong dự án SM Station của SM Entertainment. Anh cũng kết hợp với nhà sản xuất Yoo Young-jin trong bản rock ballad "Cure", cũng nằm trong dự án SM Station.
Ngày 14 tháng 6, NCT 127 phát hành mini album thứ ba của nhóm, "Cherry Bomb". Ngày 22 tháng 6 năm 2017, NCT 127giành chiến thắng đầu tiên trên chương trình âm nhạc M Countdown.
Ngày 7 tháng 8, anh cùng Taeil và Doyoung tham gia biểu diễn ca khúc "Stay in My Life", nhạc phim của School 2017.
Tháng 3 năm 2018, NCT ra mắt album đầy đủ đầu tiên, khởi đầu cho dự án đặc biệt kết hợp tất cả các thành viên, NCT 2018 Empathy. Taeyong xuất hiện trong 5 nhóm nhỏ trong album (NCT 127, NCT 2018 và ba nhóm nhỏ của NCT U). Anh tham gia sáng tác năm ca khúc trong Empathy.
Taeyong chính thức ra mắt tại Nhật Bản với mini album Chain. Album đứng ở vị trí thứ hai trên bảng xếp hạng Oricon. Ngày 8 tháng 5, nhóm ra mắt MV cùng tên.
Cũng trong tháng 3 năm đó, Taeyong tham gia chương trình Food Diary, cùng với BoA.
Taeyong tham gia sáng tác bốn ca khúc trong album đầy đủ đầu tiên của NCT 127, Regular-Irregular, cùng với đĩa đơn quảng bá "Regular". Ca khúc được ra mắt bằng hai ngôn ngữ: tiếng Anh và tiếng Hàn, nhưng sau đó cũng đóng vai trò là đĩa đơn ra mắt của nhóm nhỏ WayV.

### 2019–nay: Ra mắt với SuperM, hoạt động solo
Tháng 4 năm 2019, NCT 127 đã phát hành album tiếng Nhật đầy đủ đầu tiên của họ "Awaken" .Taeyong đã tham gia sáng tác ca khúc "Lips".
Tháng 7 năm 2019: Taeyong đã phát hành ca khúc solo đầu tiên của mình "Long Flight" do anh ấy viết và tham gia sản xuất, cùng với một video âm nhạc. Bài hát đóng vai trò là phần cuối cùng của của dự án SM Station. Bài hát ra mắt ở vị trí thứ 6 trên bảng xếp hạng Billboard World Digital Song Sales.
Ngày 8 tháng 8 năm 2019, Taeyong được tiết lộ là thành viên của SuperM, một nhóm nhạc đặc biệt do SM Entertainment hợp tác với Capitol Records thành lập. Các hoạt động quảng bá của nhóm bắt đầu vào tháng 10 và nhắm đến thị trường Hoa Kỳ. Nhóm đã phát hành mini album đầu tiên của họ "SuperM", trong đó Taeyong đã tham gia sáng tác bài hát "No Manners". Album ra mắt ở vị trí số 1 trên bảng xếp hạng Billboard 200. Cũng trong tháng 8, Taeyong và Punch hợp tác trong một bài hát OST cho Hotel del Luna, có tựa đề "Love del Luna", là phần thứ mười ba (và cuối cùng) của nhạc phim.
Tháng 11 năm 2019, Taeyong xuất hiện trên "Mood" của Marteen.
Tháng 3 năm 2020, NCT 127 phát hành full album thứ hai "Neo Zone". Taeyong đã tham gia đồng sáng tác ba bài hát cho album. Album đã thành công về mặt thương mại. Nó ra mắt ở vị trí thứ năm trên Billboard 200 của Hoa Kỳ và cùng với repackage album "Neo Zone: The Final Round" đã bán được hơn một triệu bản tại Hàn Quốc.
Tháng 9 năm 2020, SuperM phát hành album đầy đủ đầu tiên, Super One, trong đó Taeyong tham gia sáng tác bài hát "Together At Home". Cùng tháng đó, dự án quy mô lớn thứ hai của NCT hợp nhất tất cả các nhóm nhỏ, NCT 2020: Resonance đã được công bố, và Taeyong được xác nhận là trưởng nhóm chung của nhóm.
Ngày 15 tháng 3 năm 2021, Taeyong mở tài khoản Soundcloud của riêng mình và phát hành đĩa đơn demo mới Dark Clouds và Dark Clouds (Remix). Kể từ đó, anh ấy đã phát hành thêm các đĩa đơn demo khác như GTA1 và GTA2, Blue, Monroe (hợp tác với Baekhyun của Exo), Rose (kết hợp với Seulgi của Red Velvet) và Swimming Pool.

## Phim đã tham gia

### Chương trình truyền hình
| Năm       | Tiêu đề                    | Kênh                                                                                      | chú thích        |
| --------- | -------------------------- | ----------------------------------------------------------------------------------------- | ---------------- |
| 2014      | Exo 90:2014                | Mnet                                                                                      | Trước khi ra mắt |
| 2014      | Exo 90:2014                | Mnet                                                                                      | Sau ra mắt       |
| 2016      | On air NCT show            | V-App                                                                                     |                  |
| 2016      | NCT Life in Bangkok        | True4U (Thái Lan) Naver TV Cast / V-app (Hàn Quốc) Ali Music / Youku / Tudou (Trung Quốc) |                  |
| 2016      | NCT Life in Seoul          | V-App                                                                                     |                  |
| 2016      | NCT Life in Paju           | V-App                                                                                     |                  |
| 2016      | Weekly Idols - ep 265      | MBC Every 1                                                                               |                  |
| 2016      | NCT Life Cuisine Challenge | V-App                                                                                     |                  |
| 2017      | NCT Life in Chiang Mai     | V-App                                                                                     |                  |
| 2017      | Weekly Idols - ep 289      | MBC Every 1                                                                               |                  |
| 2017      | NCT Life in Osaka          | oksusu                                                                                    |                  |
| 2017-2018 | NCT 127 Road to Japan      | AbemaTV                                                                                   |                  |

## Danh sách đĩa nhạc

### Video âm nhạc
| Năm  | Tiêu đề                                                       | vai trò                        |
| ---- | ------------------------------------------------------------- | ------------------------------ |
| 2014 | Yo (EXO SEHUN's 'Shinhwa - 'Yo!' M/V Remake)                  | Khách mời                      |
| 2014 | ''Be Natural" (Red Velvet)                                    | Feature                        |
| 2014 | Missing You ('Fly To The Sky-Missing You' EXO Lay M/V Remake) | Khách mời                      |
| 2017 | ''Around" (cùng Hitchhiker)                                   | Tham gia sáng tác và trình bày |
| 2017 | "Cure" (cùng Yoo Young Jin)                                   | Tham gia sáng tác và trình bày |
| 2019 | Long Flight                                                   | Tham gia sáng tác và trình bày |
| 2022 | Love Theory                                                   | Tham gia sáng tác và trình bày |

## Tham gia sáng tác

### Cùng NCT
| Năm     | Album            | Bài hát               | Viết lời | Viết lời                                                                                         | Nhạc     | Nhạc                                                                   |
| Năm     | Album            | Bài hát               | Tham gia | With                                                                                             | Credited | With                                                                   |
| NCT U   | NCT U            | NCT U                 | NCT U    | NCT U                                                                                            | NCT U    | NCT U                                                                  |
| ------- | ---------------- | --------------------- | -------- | ------------------------------------------------------------------------------------------------ | -------- | ---------------------------------------------------------------------- |
| 2016    | Non-album single | "The 7th Sense"       | Có       | January 8, Kim Dong-hyun, Mark                                                                   | Không    | —                                                                      |
| NCT 127 |                  |                       |          |                                                                                                  |          |                                                                        |
| 2016    | NCT 127          | "Firetruck"           | Có       | Mark, Jaehyun, Lee Seu-ran                                                                       | Không    | —                                                                      |
| 2016    | NCT 127          | "Mad City"            | Có       | Mark, Double Dragon                                                                              | Không    | —                                                                      |
| 2016    | Limitless        | "Good Thing"          | Có       | JQ, Hwang Jiwon, Mark                                                                            | Không    | —                                                                      |
| 2017    | Limitless        | "Back 2 U (AM 01:27)" | Có       | January 8, Seo Min-ji                                                                            | Không    | —                                                                      |
| 2017    | Limitless        | "Baby Don't Like It"  | Có       | G.Soul, Mark                                                                                     | Có       | Jamil "Digi" Chammas, Tay Jasper, Jonathan Perkins, MZMC, G.Soul, Mark |
| 2017    | Limitless        | "Angel"               | Có       | Mr. Cho, Mark                                                                                    | Không    | —                                                                      |
| 2017    | Cherry Bomb      | "Cherry Bomb"         | Có       | Mark, Deepflow, Lim Jung-Hyo, Oh Min-joo                                                         | Không    | —                                                                      |
| 2017    | Cherry Bomb      | "Running 2 U"         | Có       | Mark, JQ, Kim Jin (makeumine works)                                                              | Không    | —                                                                      |
| 2017    | Cherry Bomb      | "0 Mile"              | Có       | Mark, Jo Yoon-kyung, Jo Jin-joo, Choi So-young (JF), Park Yong-joon (JF)                         | Không    | —                                                                      |
| 2017    | Cherry Bomb      | "Whiplash"            | Có       | Mark, JQ, O Neu Lu (makeumine works), Xitsuh                                                     | Không    | —                                                                      |
| 2017    | Cherry Bomb      | "Summer 127"          | Có       | Mark, Sun (Joombas), Bae Min-soo (Joombas), seizetheday (Joombas), CiaNo (Joombas), Kim In-hyung | Không    | —                                                                      |
| 2018    | NCT 2018 EMPATHY | Boss                  | Có       | Wutan, Yoo Young Jin & Mark (NCT)                                                                | Không    | —                                                                      |
| 2018    | NCT 2018 EMPATHY | Baby Don't Stop       | Có       | Juno & Park Woo Hyun                                                                             | Không    | —                                                                      |
| 2018    | NCT 2018 EMPATHY | Yestoday              | Có       | Jin Joo, Steven Lee, Mark (NCT) & Jeong Joo Hee                                                  | Không    | —                                                                      |
| 2018    | NCT 2018 EMPATHY | Black on Black        | Có       | Deez, Mark (NCT), Taeyong & Minos                                                                | Không    | —                                                                      |

### Khác
| Năm  | Album                        | Nghệ sĩ                   | Bài hát         | Viết lời            | Viết lời      |
| Năm  | Album                        | Nghệ sĩ                   | Bài hát         | Tham gia            | Cùng với      |
| ---- | ---------------------------- | ------------------------- | --------------- | ------------------- | ------------- |
| 2017 | Non-album single             | Taeyong, Hitchhiker       | "Around"        | Có                  | Kim Boo-min   |
| 2017 |                              | Taeyong, Yoo Young Jin    | "Cure"          | Có                  | Yoo Young Jin |
| 2017 | School 2017 OST              | DOYOUNG, TAEIL và TAEYONG | Stay in My Life | Có                  |               |
| 2019 |                              | Taeyong                   | Long Flight     | Có                  |               |
| 2021 |                              | Taeyong                   | Dark Clouds     | Có                  |               |
| 2021 | Taeyong                      | GTA 1                     | Có              |                     |               |
| 2021 | Taeyong                      | GTA 2                     | Có              |                     |               |
| 2021 | Taeyong                      | Blue                      | Có              |                     |               |
| 2021 | Taeyong, Baekhyun (EXO)      | Monroe                    | Có              |                     |               |
| 2021 | Taeyong, Seulgi (Red Velvet) | Rose                      | Có              | Seulgi (Red Velvet) |               |
| 2021 | Taeyong                      | Swimming Pool             | Có              |                     |               |